# Гримуча ртуть
Гриму́ча ртуть, або фульміна́т рту́ті (англ. mercury fulminate; нім. Quecksilberfulminat n), — сполука ряду фульмінатів складу Hg(ONC)2, ртутна сіль гримучої (фульмінатної) кислоти.
Безбарвні, білі або сірі кристали. Отруйна, у поводженні небезпечна. Надзвичайно чутлива до іскор, механічних впливів, особливо в сухому вигляді. Гримуча ртуть — найчутливіша з усіх ініціювальних вибухових речовин. Застосовується як ініціювальна вибухова речовина у капсулях-детонаторах і капсулях-запальниках.
При зволожуванні гримучої ртуті її вибухові властивості і чутливість знижуються. За відсутності вологи не взаємодіє хімічно з міддю та її сполуками. З алюмінієм взаємодіє з виділенням тепла та утворенням невибухових сполук (проходить розкладання алюмінію). Через це гільзи гримучортутних капсулів виготовляють з інших металів (мідь, мельхіор).
| Густина                  | 4307 кг/м³    |
| Температура спалахування | 170–180 °С    |
| Температура вибуху       | 4450 °С       |
| Швидкість детонації      | 4500–4850 м/с |
| Тротиловий еквівалент    | 0,43          |

## Отримання
Фульмінат ртуті(II) отримують розчиненням ртуті в нітратній кислоті та додаванням до розчину етанолу. Його вперше отримав Едвард Чарльз Говард 1800 року. Кристалічна структура цієї сполуки була визначена лише 2007 року.
Подібним чином можна отримати фульмінат срібла, але ця сіль ще більш нестабільна, ніж фульмінат ртуті; він може вибухнути навіть під водою і його неможливо накопичити у великій кількості, оскільки він детонує під власною вагою.